# (2286) Фесенков
(2286) Фесенков — типичный астероид главного пояса, который был открыт 14 июля 1977 года советским астрономом Николаем Черных в Крымской обсерватории и был назван в честь советского астрофизика Василия Фесенкова.